# Owen Arthur
Owen Seymour Arthur (Barbados, 17 oktober 1949 – Bridgetown, 27 juli 2020) was een Barbadiaans politicus. Tussen 1994 en 2008 was hij premier van Barbados.

## Loopbaan
Owen Arthur studeerde aan de Universiteit van West-Indië waar hij in 1971 een BA graad behaalde in economie en geschiedenis en in 1974 een MSc graad in economie. Na zijn afstuderen ging hij werken voor het planbureau van Jamaica en daarna voor het Jamaicas Bauxiet Instituut. In 1983 werd Arthur in de Senaat gekozen en in 1984 in de Assemblee. Daarna was hij de voorzitter van de Barbados Labour Party (BLP). Als leider van de BLP won die partij de verkiezingen van 1994, waarna hij minister-president werd. Ook de verkiezingen van januari 1999 en 2003 won hij. Bij de verkiezingen van 2008 werd Arthur verslagen door David Thompson van de Democratic Labour Party, waarmee na 14 jaar een einde kwam aan zijn premierschap.